# Едвард Милс Персел
Едвард Милс Персел (енгл. Edward Mills Purcell, 30. август 1912. — 7. март 1997) био је амерички физичар који је 1952. године добио Нобелову награду за физику за своје откриће нуклеарне магнетне резонанције у течним и чврстим материјама. Нуклеарна магнетна резонанција широко се користи приликом проучавања молекуларне структуре чистих материјала и састава смеша.